# 浦岡敬一
浦岡 敬一（うらおか けいいち、1930年5月4日 - 2008年11月24日）は日本の編集技師。

## 経歴
1948年、松竹に入社。浜村義康に師事し、小津安二郎監督作品などの編集助手を務め、1958年『人間の條件』（小林正樹監督）で編集技師となる。1969年、松竹を退社。その後も、フリーの技師として精力的に幅広い作品を担当する。1989年には『帝都物語』（実相寺昭雄監督）、『優駿 ORACION』（杉田成道監督）で第12回日本アカデミー賞優秀編集賞を受賞。
日本映画編集協会（現・協同組合日本映画テレビ編集協会）の設立にも尽力し、初代編集協会理事長を務めた。また、日本映画学校に於いて多数の後進の育成に努めた。
日本映画批評家大賞では、第19回より編集技師を表彰する編集賞に「浦岡敬一賞」の副名称がつけられている。

## 主な作品

### 映画
- 『活弁物語』（1957年）
- 『人間の條件』（1958年）
- 『がんばり娘』（1959年）
- 『どんと行こうぜ』（1959年）
- 『ろくでなし』（1960年）
- 『太陽の墓場』（1960年）
- 『日本の夜と霧』（1960年）
- 『青春残酷物語』（1960年）
- 『乾いた湖』（1960年）
- 『悪人志願』（1960年）
- 『彼女だけが知っている』（1960年）
- 『あの波の果てまで』（1961年）
- 『あの波の果てまで 後篇』（1961年）
- 『わが恋の旅路』（1961年）
- 『あの波の果てまで 完結篇』（1961年）
- 『晴子の応援団長』（1962年）
- 『求人旅行』（1962年）
- 『九ちゃん音頭』（1962年）
- 『この日美わし』（1962年）
- 『京子の初恋 八十八夜の月』（1962年）
- 『空と海の結婚』（1962年）
- 『学生芸者 恋と喧嘩』（1962年）
- 『からみ合い』（1962年）
- 『男の歌』（1962年）
- 『僕チン放浪記』（1962年）
- 『つむじ風』（1963年）
- 『危ない橋は渡りたい』（1963年）
- 『結婚の設計』（1963年）
- 『鏡の中の裸像』（1963年）
- 『七人の刑事』（1963年）
- 『七人の刑事 女を探がせ』（1963年）
- 『二十一歳の父』（1964年）
- 『馬鹿まるだし』（1964年）
- 『いいかげん馬鹿』（1964年）
- 『渚を駆ける女』（1964年）
- 『馬鹿が戦車でやって来る』（1964年）
- 『夜の逆鱗』（1964年）
- 『裸一貫』（1964年）
- 『霧の旗』（1965年）
- 『悦楽』（1965年）
- 『ユンボギの日記』（1965年）
- 『お座敷小唄』（1965年）
- 『ぜったい多数』（1965年）
- 『昨日のあいつ今日のおれ』（1965年）
- 『運が良けりゃ』（1966年）
- 『暖春』（スクリプター・1965年）
- 『白昼の通り魔』（1966年）
- 『なつかしい風来坊』（1966年）
- 『紀ノ川』（1966年）
- 『日本春歌考』（1967年）
- 『無理心中日本の夏』（1967年）
- 『智恵子抄』（1967年）
- 『バラ色の二人』（1967年）
- 『惜春』（1967年）
- 『忍者武芸帳』（1967年）
- 『レッツゴー！高校レモン娘』（1967年）
- 『帰って来たヨッパライ』（1968年）
- 『黒蜥蜴』（1968年）
- 『爽春』（1968年）
- 『恐喝こそわが人生』（1968年）
- 『わが闘争』（1968年）
- 『初恋宣言』（1968年）
- 『日も月も』（1969年）
- 『結婚します』（1969年）
- 『落葉とくちづけ』（1969年）
- 『とめてくれるなおっ母さん』（1969年）
- 『少年』（1969年）
- 『喜劇 逆転旅行』（1969年）
- 『喜劇 女は度胸』（1969年）
- 『わが恋わが歌』（1969年）
- 『美空ひばり・森進一の花と涙と炎』（1970年）
- 『東京⇔パリ 青春の条件』（1970年）
- 『東京戰争戦後秘話』（1970年）
- 『風の慕情』（1970年）
- 『波止場女のブルース』（1970年）
- 『書を捨てよ町へ出よう』（1971年）
- 『刑事物語 兄弟の掟』（1971年）
- 『儀式』（1971年）
- 『黒の斜面』（1971年）
- 『曼陀羅』（1971年）
- 『軍旗はためく下に』（1972年）
- 『空、みたか？』（1972年）

- 『哥（うた）』（1972年）
- 『夏の妹』（1972年）
- 『湯けむり110番 いるかの大将』（1972年）
- 『青幻記 遠い日の母は美しく』（1973年）
- 『喜劇 黄綬褒章』（1973年）
- 『あさき夢みし』（1974年）
- 『冒険者たち』（1975年）
- 『化石』（1975年）
- 『十六歳の戦争』（1976年）
- 『愛のコリーダ』（1976年）
- 『北の岬』（1976年）
- 『歌麿 夢と知りせば』（1977年）
- 『遠い一本の道』（1977年）
- 『BIG-1物語 王貞治』（1977年）
- 『愛の亡霊』（1978年）
- 『燃える秋』（1978年）
- 『ウルトラマン』（1979年）
- 『復讐するは我にあり』（1979年）
- 『茗荷村見聞記』（1979年）
- 『ウルトラマン怪獣大決戦』（1979年）
- 『砂の小舟』（1980年）
- 『はだしのゲン PART3 ヒロシマのたたかい』（1980年）
- 『純』（1980年）
- 『ええじゃないか』（1981年）
- 『悪霊島』（1981年）
- 『卍』（1983年）
- 『東京裁判』（1983年）
- 『生きてはみたけれど 小津安二郎物語』（1983年）
- 『ウルトラマンZOFFY ウルトラの戦士VS大怪獣軍団』（1984年）
- 『ウルトラマン物語』（1984年）
- 『旅芝居行進曲』（1984年）
- 『白い町ヒロシマ』（1985年）
- 『君は裸足の神を見たか』（1986年）
- 『夏草の女たち』（1987年）
- 『帝都物語』（1988年）
- 『優駿 ORACION』（1989年）
- 『Mr.レディー夜明けのシンデレラ』（1990年）
- 『曖・昧・Me』（1990年）
- 『風の国』（1991年）
- 『アンモナイトのささやきを聞いた』（1992年）
- 『結婚』（1993年）
- 『きこぱたとん』（1993年）
- 『眠れる美女』（1995年）
- 『お友達になりたい』（2004年）
- 『石井のおとうさんありがとう』（2004年）